# 间三联苯-2'-胺
间三联苯-2'-胺（1,1':3',1''-三联苯-2'-胺）是一种有机化合物，化学式为C18H15N。它可由2,6-二溴苯胺和苯硼酸在碳酸钠存在下和四(三苯基膦)钯催化下反应得到。它和硫光气反应，可以得到间三联苯-2'-异硫氰酸酯。